# Tekenanalyse
Tekenanalyse, analytisch tekenen, of analytische tekentherapie maakt gebruik van de analyse van tekeningen bij de behandeling van kinderen en van volwassenen.
De tekenopdrachten worden zowel in de proces-anamnese, als bij interventie gebruikt. Het is de combinatie van een aantal aandachtspunten in de tekening die het gesprek naar onbewuste mechanismen en tot werkhypotheses leidt. De Analytische Tekentherapie gaat uit van de psychoanalytische theorieën zoals die in de afgelopen decennia ontwikkeld zijn. Tevens gaat het uit van de psychodynamische theorie; binnen dit referentiekader wordt op uitgegaan van de egopsychologie, de object-relatietheorie, de zelfpsychologie en hechting. In de afgelopen 25 jaar is deze benadering ontwikkeld door drs. W.D. Dondorp  en wordt het nu gebruikt in behandeling van volwassenen en kinderen. Tevens wordt deze benadering samen met andere docenten doorgegeven in een modulair curriculum op Post-hbo en academisch niveau.

## Uitgangspunten
Het psychische systeem is kwetsbaar en complex. Het staat niet alleen onder invloed van fysiologische en biochemische aspecten, er is ook interpersoonlijke dynamiek (emoties kunnen het denken beïnvloeden). Ook de buitenwereld grijpt in op ons psychische evenwicht. In de Analytische Teken Therapie ligt het accent hoofdzakelijk op interpersoonlijke invloeden. Daarnaast is er aandacht voor sociale invloeden en op recente, verstorende oorzaken. De psychoanalytische strategieën in de therapie variëren van toedekkend naar meer openleggend.